# Christian Guay-Poliquin
Christian Guay-Poliquin   (Saint-Armand, 7 de desembre de 1982) és un escriptor quebequès en llengua francesa.

## Biografia
El 2012 es va llicenciar en Estudis avançats en Literatura a la Universitat de Quebec a Montreal, on el 2012 va obtenir el màster d'Estudis Literaris amb menció d'honor. Doctorand des de l'any 2013, treballa en una tesi sobre els temes de la narrativa de caça en les arts narratives del segle xx. El 2015, es va matricular en pràctiques de doctorat a la Universitat de Xampanya.
El 2013 va publicar la seva primera novel·la, Le Fil des kilomètres, la qual va aconseguir cridar l’atenció de nombrosos crítics i lectors. El 2017 va publicar la seva segona novel·la, El pes de la neu, amb la qual va guanyar, entre d'altres, el Premi del Governador General del Canadà, el Premi Literari França-Quebec, el Premi Ringuet, atorgat per l’Acadèmia de les Lletres del Quebec, i el Premi Literari dels Estudiants. El 2021 va publicar la seva tercera novel·la, Les ombres fugaces. És autor, també, d'assaigs i estudis literaris.

## Obra

### Novel·les
- Le Fil des kilomètres. La Peuplade, 2013;
- Le Poids de la neige. Éd. de l'Observatoire, 2017;
  - (ca) El pes de la neu. Barcelona: Edicions del Periscopi, 2019. Traducció d'Anna Casassas.[9]
- Les Ombres filantes. La Peuplade, 2021;
  - (ca) Les ombres fugaces. Barcelona: Edicions del Periscopi, 2022. Traducció de Marta Marfany.[10]

### Assaigs
- Au-delà de la fin. Mémoire et survie du politique, Les Presses de l’Université du Québec, 2014[11]